# Josep Cosconera i Carabassa
Josep Cosconera i Carabassa (Ponts, Noguera, 27 de setembre del 1957) és un polític català, alcalde de Guissona (Segarra) i diputat al Parlament de Catalunya en la X legislatura.

## Biografia
Ha treballat com a administratiu/gestió a la Corporació Alimentària Guissona en tres etapes: 1973-2004, 2011-2012 i 2015-2019.
L'any 1976 va participar en la Marxa per la Llibertat i va ser el coordinador comarcal a la Segarra de la primera commemoració de l'11 de setembre després de la mort de Franco que va tenir lloc a Sant Boi de Llobregat.
El dia 14 d'abril de 1977, va ser detingut per la Guàrdia Civil i posteriorment posat a disposició del jutjat de primera instància i instrucció de Cervera per la seva activitat política.
Va ser membre de la Crida a Solidaritat en defensa de la Cultura i la Nació Catalanes.
L'any 1985 va entrar a militar a Esquerra Republicana de Catalunya i l'any 1988 va ser candidat a les eleccions del Parlament de Catalunya. Va formar part de l'executiva regional i comarcal d'aquest partit en diferents etapes i President de la secció local de Guissona de l'any 1994 al 2002 i del 2012 al 2016.
Va ser regidor a l'Ajuntament de Guissona entre el 1991 i el 1999, conseller comarcal de la Segarra del 1995 al 2003 i alcalde del mateix municipi durant 3 legislatures, des de l'any 1999 i fins al 2011. Durant els dotze anys que va estar a l'alcaldia, Guissona va més que duplicar la població, passant dels 3164 habitants l'any 1999 als  6552 l'any 2011.
L'any 2012 es presentà com a cap de llista del partit d'ERC a les eleccions al Parlament de Catalunya, per la circumscripció de Lleida, i va exercir el càrrec de diputat fins al 2015. On va formar part com a membre portaveu del seu grup a la comissió de peticions,  a la comissió d'estudi  de la seguretat viària i a la comissió de secrets i matèries reservades.
Va pertànyer també a la comissió d'interior actuant com a secretari de la mesa,  membre de la comissió del síndic de greuges i també va ser ponent de la llei del règim especial de la Vall d'Aran.
També ha estat diputat provincial de la Diputació de Lleida des de l'any 2004 al 2011 i en el període de 2008 al 2011 va ser el portaveu del grup d'ERC i responsable de les àrees de serveis tècnics, carreteres i turisme. Per designació de la Diputació va ser membre del consorci Segre-Rialb, de la Junta de Govern del Centre Tecnològic i Forestal de Catalunya i de l'Agencia Catalana de Turisme.
Ha estat membre de l'executiva de la Federació de Municipis de Catalunya (2000-2011), on va presidir la Comissió Política Territorial i d'infraestructures, va copresidir també la comissió de petits municipis i va formar part de l'Institut Cartogràfic i Geològic de Catalunya i de la Comissió de Delimitació Territorial de Catalunya.
Durant el període 2000-2004 va ser membre de la Comissió de Política Territorial i Urbanisme de Catalunya.
Va formar part del grup de joves Entesa del Jovent de Guissona i comarca, i actualment és soci de diferents entitats de la seva vila, entre d'altres: l'Associació Consell Local d'Esports, de la qual va ser president, del Centre Excursionista, de la Penya Blaugrana de Guissona i comarca, de la qual va ser el secretari durant molts anys, i de la colla castellera Margeners de Guissona, de la qual és soci protector.
L'any 2024 a la vigília de la festivitat de reis va protagonitzar una emotiva gesta amb  molt ressò que va consistir en retornar als seus  remitents unes 1500 cartes que els infants de Guissona i pobles de l'entorn varen fer feia 20 anys als reis d'orient i que ell durant tot aquest temps va guardar i custodiar. Enllaç a la notícia